# ماکرون (پوشاک ورزشی)
ماکرون (انگلیسی: Macron) یک شرکت ایتالیایی تولیدکننده پوشاک و تجهیزات ورزشی ست. ماکرون در سه زمینهٔ تجاری در حال فعالیت است: پوشاک تیم‌های فوتبال، بسکتبال، والیبال، بیس‌بال، هندبال، فوتبال پنج‌نفره و دو و میدانی - فروش لباس‌های رسمی و تجهیزات برای طرفداران تیم‌هایی که ماکرون حامی آنهاست - پوشاک‌های غیر ورزشی برای کسانی که مایلند لباس‌های مارک ماکرون بپوشند.
ماکرون تولید پوشاک تیم‌های ورزشی حرفه‌ای را در سال ۲۰۰۱ آغاز کرد و اولین قرارداد آن با باشگاه بولونیا بود. در سال ۲۰۱۴ این شرکت موفق شد طی یک قرارداد چهار ساله با باشگاه فوتبال بولتون واندررز حق نامگذاری ورزشگاه این باشگاه را بدست بیاورد و از ژوئیه ۲۰۱۴ نام ورزشگاه باشگاه بولتون به ماکرون استادیوم تغییر کرد.